# Транзитна річка

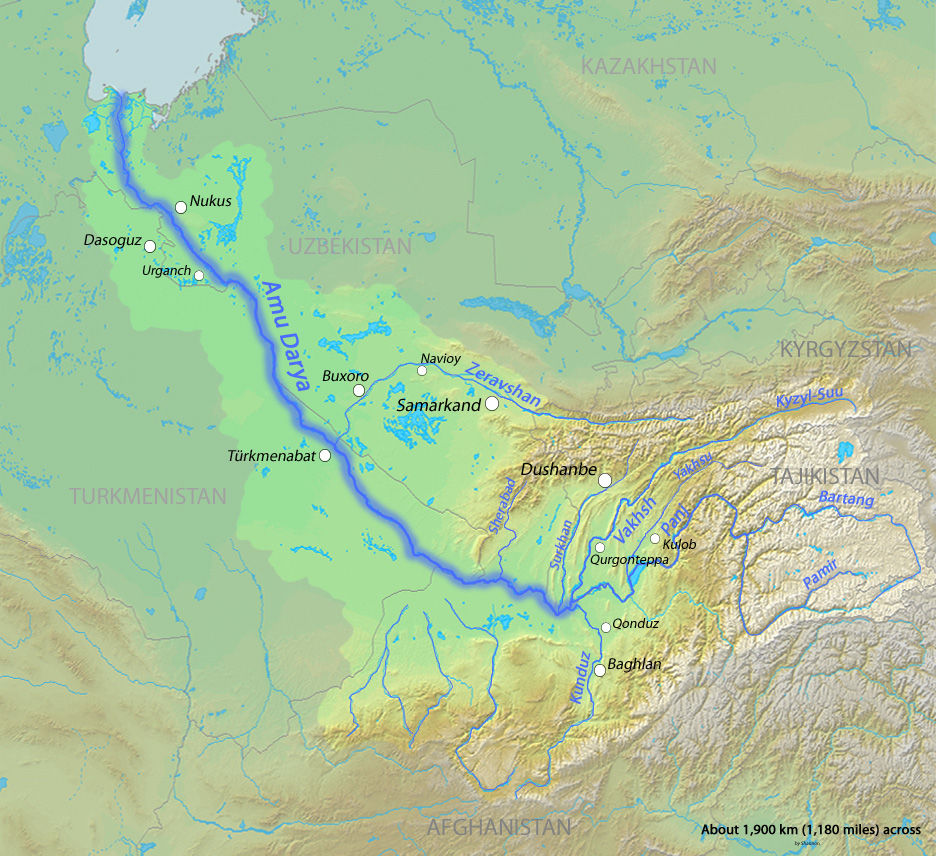
Транзитна річка Амудар'я

Транзи́тна рі́чка — річка (або значна її частина), водний режим якої не відповідає фізико-географічним умовам територій, по яких протікає, оскільки вона сформована в інших областях. 
Особливо характерною є при перетині пустель. 
Приклади: Ніл; Амудар'я, що протікає по пустелях Каракуми і Кизилкум. 